# Castello di Branduzzo
Il Castello di Branduzzo è un complesso fortificato situato nell'omonima frazione del comune italiano di Castelletto di Branduzzo, in provincia di Pavia. L'edificio è posto in aperta pianura Padana, non lontano dal corso del torrente Coppa e dal suo sbocco nel Po.

## Storia
Il castello fu di proprietà della famiglia Botta, che viveva nel Pavese dal 1298, anche se il territorio venne ceduto definitivamente ai Botta solamente nel XV secolo. Questa famiglia che modificò profondamente le strutture, conservando le torri squadrate e le solide mura.
Durante il rinascimento il castello visse gli anni di massimo splendore, importante fu la figura di Bergonzio Botta, tesoriere generale del ducato di Milano, che era impegnato in una serie di opere di deviazione del Po, progettate con l’aiuto di Leonardo Da Vinci.
Nel corso del XV secolo, il castello fu oggetto di una campagna di ampliamenti e ristrutturazioni.
Il castello ospitò, nel 1488, una grande festa in onore del matrimonio di Gian Galeazzo Sforza, nipote di Ludovico il Moro, con Isabella d'Aragona.
Durante il periodo dei Visconti, il castello fu spesso utilizzato come base per battute di caccia.
La prosperità durò fino al XVI secolo, nel 1634 la famiglia Botta, grazie al matrimonio di un Botta con l'ultima erede degli Adorno, si imparentò con la potente famiglia genovese dando origine ai Botta Adorno.
Oggi il castello è di proprietà dei Parrocchetti Piantanida.

## Struttura
Il castello consiste in un vasto complesso di tipo medievale, comprendente una parte abitativa signorile, grandi scuderie, un ampio giardino, un porticato e vasti annessi agricoli, il tutto circondato da lunghe murature. Praticamente era un piccolo centro abitato, dove vivevano centinaia di persone, la cui struttura è ispirata alle cascine – castello dell’architettura rinascimentale lombarda, come la Sforzesca di Vigevano.
Il palazzo vero e proprio ha forma rettangolare con un ampio cortile interno, è dotato di quattro torri negli spigoli, due torri minori, di tipologia viscontea e due torri maggiori tipiche dell’architettura sforzesca. Ha splendide decorazioni nell’entrata principale, per i suoi aspetti stilistici e decorativi, si inserisce nel quadro della raffinata architettura rinascimentale lombarda. L'antico palazzo presenta finestre ornate da decorazioni in cotto.
Un trentennio di abbandono lo hanno ridotto in uno stato di completa decadenza.